# Vilayato de Montenegro
El Valiato de la Montaña Negra (o Vilayato o Valiato de Montenegro) era una unidad administrativa otomana dentro del Sanjacado de Scutari, que constaba de partes de la actual Montenegro. Se estableció en el siglo XVI y existió hasta 1696. Aunque reclamada por los otomanos, el área era de facto independiente de las tribus montenegrinas, con el apoyo del Metropolitano de Cetiña, que constantemente libraba guerras contra los turcos.

## Etimología
En turco otomano, se conocía como el "Vilayato de la Montaña Negra" (vilâyet-i Kara Dağ o "Vilâyeti Karadağ"; serbocroata: vilajet Crna Gora). Sin embargo, por simplicidad se le conoce con frecuencia como el "Valiato de Montenegro".
Los obispos de Cetiña utilizaron el término "tierra (zemlja) de la Montaña Negra (Crne Gore)".

## Historia
El censo de 1582-1583 registró que el valiato, una parte autónoma de la frontera del Sanjak de Scutari, tenía la nahiyah de Grbavci (13 aldeas), Župa (11 aldeas), Malonšići (7 aldeas), Pješivci (14 aldeas), Cetiña (16 pueblos), Rijeka (31 pueblos), Crmnica (11 pueblos), Paštrovići (36 pueblos) y Grbalj (9 pueblos); un total de 148 aldeas.
Las tribus montenegrinas, con el apoyo de la Eparquía ortodoxa serbia de Cetiña, libraron guerras de guerrillas contra los otomanos con cierto grado de éxito. Aunque los otomanos continuaron gobernando nominalmente el país, se decía que las montañas nunca fueron conquistadas por completo. Existían asambleas tribales (zbor). El obispo principal (y los líderes tribales) a menudo se aliaron con la República de Venecia. Los montenegrinos lucharon y ganaron dos importantes batallas en Lješkopolje, en 1604 y 1613, bajo el liderazgo y mando del metropolitano Rufim Njeguš. Esta fue la primera batalla, de muchas, que un obispo dirigió y logró derrotar a los otomanos.
Durante la Gran Guerra Turca, en 1685, Suleiman, Pasha de Scutari, lideró un contingente que se acercó a Cetiña, y en el camino chocó con hajduks al servicio de Venecia bajo el mando de Bajo Pivljanin en la colina de Vrtijeljka (en la Batalla de Vrtijeljka), donde aniquilaron a los hajduks. Posteriormente, los otomanos victoriosos desfilaron con 500 cabezas cortadas a través de Cetiña, y también atacaron el monasterio de Cetiña y el palacio de Ivan Crnojević.
Los montenegrinos expulsaron a los otomanos y afirmaron su independencia después de la Gran Guerra Turca (1683-1699).

## Historia cultural

### Edificios
Estos incluyen edificios que se sabe que se construyeron entre 1528 y 1697.

#### Edificios otomanos
•Torre del Reloj de Podgorica, construido en 1667

#### Iglesia y monasterios ortodoxos
• Monasterio de Dobrilovina, reconstruido en 1594
• Monasterio de Ostrog, construido en 1665
• Monasterio de Piva, construido en 1573